# Pennilabium
Pennilabium es un género de orquídeas epifitas originarias de Himalaya hasta Malasia. Comprende 14 especies descritas y de estas, solo 12 aceptadas. Se encuentra en  Asia.

## Taxonomía
El género fue descrito por Johannes Jacobus Smith y publicado en Bulletin du Jardin Botanique de Buitenzorg, sér. 2, 13: 47. 1914.

## Especies aceptadas
A continuación se brinda un listado de las especies del género Pennilabium aceptadas hasta marzo de 2013, ordenadas alfabéticamente. Para cada una se indica el nombre binomial seguido del autor, abreviado según las convenciones y usos.
- Pennilabium acuminatum (Ridl.) Holttum
- Pennilabium angraecoides (Schltr.) J.J.Sm.
- Pennilabium angraecum (Ridl.) J.J.Sm.
- Pennilabium aurantiacum J.J.Sm.
- Pennilabium confusum (Ames) Garay
- Pennilabium lampongense J.J.Sm.
- Pennilabium longicaule J.J.Sm.
- Pennilabium luzonense (Ames) Garay
- Pennilabium naja P.O'Byrne
- Pennilabium proboscidcum A.S.Rao & J.Joseph
- Pennilabium struthio Carr
- Pennilabium yunnanense S.C.Chen & Y.B.Luo